# اتحاد النقل ايرلاينس دي غينيا الرحلة 141
اتحاد النقل الأفريقي الغيني الرحلة 141 اتخذت طائرة بوينغ 727-223 لكي تتجه من كوناكري إلي دبي عبر كوتونو والكفرة وبيروت في عيد الميلاد بيوم 25 ديسمبر 2003. تكون أفراد قمرة القيادة من القبطان «نجيب سليمان الباروني» البالغ من العمر 49 عاما، والضابط الأول «أحمد نصر الحريزي» البالغ من العمر 49 عاما، ومهندس الرحلة «مفتاح» البالغ من العمر 45 عاما. بعدما أقلعت من مطار كوتونو بدأت الطائرة بالاهتزاز وسقطت تجاه شاطئ خليج بنين. وقد مات 141 شخصا من بينهم مساعد الطيار، ونجا 22 شخصا من بينهم القبطان ومهندس الرحلة، وجرح 14 شخصا من بينهم 2 علي الأرض. وتم الكشف أن سبب الحادث هو الحمولة الزائدة.